# SŽD-Baureihe 2-3-2В
Die SŽD-Baureihe 2-3-2В (deutsche Transkription 2-3-2W) war eine Dampflokomotive der Sowjetischen Eisenbahnen (SŽD) in Breitspurbauweise für den Schnellzugdienst. Sie wurde in der Lokomotivfabrik Luhansk unter Leitung des Ingenieurs Dinmitri Wasiliew Lwow projektiert und gebaut und war für die Führung von Kurierzügen bestimmt. Eine Serienbezeichnung erhielt die Lokomotive nicht, 2-3-2В ist ihre hauptsächliche Bezeichnung in der Literatur, und besonders in den Nachschlagewerken über den Lokomotivpark. Im Betriebsdienst trug diese Lokomotive den Spitznamen Zigarre aufgrund ihrer vor der Rauchkammer hervorragenden Spitze.

## Vorgeschichte über das Entstehen der Dampflok

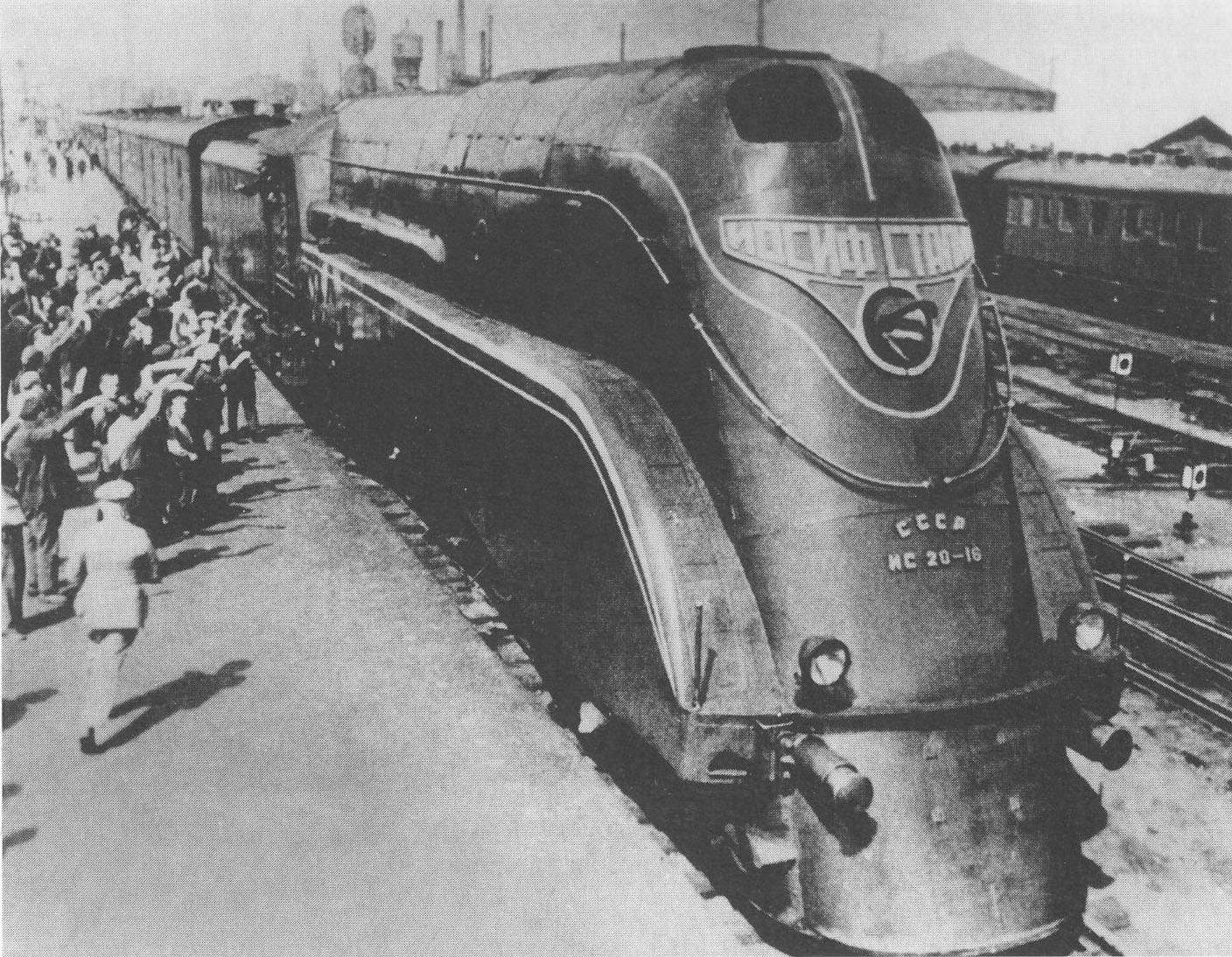
Lokomotive ИС 20.16 auf der Weltfachausstellung Paris 1937

Die Entwicklung der Lokomotive ist eine logische Folge der Schnellfahrbewegungen in Europa in den 1930er Jahren. Daher bestand auch bei den Eisenbahnen der ehemaligen UdSSR (SŽD) die Forderung auf eine bedeutende Erhöhung der Geschwindigkeit der Personenzüge, besonders auf der Schnellfahrstrecke Moskau-Leningrad. Die zur damaligen Zeit dominierende Personenzuglokomotive Reihe Су konnte mit ihrer maximalen Geschwindigkeit von 125 km/h und ihrer Leistung von 1500 PS diese Forderungen nicht befriedigen. Obwohl mit dem Erscheinen der Reihe ИС die Leistung auf 3200 PS stieg, konnten die Geschwindigkeiten der Züge mit dieser Lokomotive nicht erhöht werden. In den 1930er Jahren führte das Moskauer Luftfahrtinstitut gemeinsam mit dem Hersteller aerodynamische Untersuchungen am Modell dieser Lokomotive im Windkanal durch. Als Ergebnis dieser Erforschungen lieferte die Lokomotivfabrik Luhansk 1937 die Lokomotive ИС 20-16 (IS 20-16) mit Stromlinienverkleidung aus. Bei Versuchen erreichte die Dampflok eine Geschwindigkeit von 155 km/h.

## Bau der Lokomotive
Die Lokomotive Nr. 6998 wurde im April 1938 fertiggestellt. Der Durchmesser der Treibräder betrug 2200 mm und die konstruktive Geschwindigkeit 180 km/h. Im Gegensatz zum Konkurrenzentwurf SŽD-Baureihe 2-3-2K aus der Lokomotivfabrik Kolomna, bei der alle Teile speziell als Muster für weitere Dampflokmodelle projektiert wurden, verwendete die Lokomotivfabrik Luhansk für diese Lokomotive hauptsächlich Teile der schon in der Fertigung befindlichen Maschinen der Reihen ФД und ИС. Von diesen erhielt die Maschine unter anderem die meisten Elemente des Dampfkessels (Langkessel, Feuerbüchse, Armaturen), die Dampfzylinder, den Rahmen des hinteren Drehgestelles und die Lagerungen. Im Resultat wurde die Reparatur der Lokomotive bedeutend erleichtert, besonders bei einem Einsatz in einem Park mit Lokomotiven der Reihen ФД und ИС.
Bei der Konstruktion der Lokomotive wurde Stahl mit höherer Festigkeit verwendet, gleichfalls wurde an vielen Stellen geschweißt. Für die Herstellung der Antriebselemente wurde legierter Stahl verwendet, alle Räder der Lokomotive waren Scheiben- oder Boxpok-Räder. Die Laufachsen der Vorlauf- und Nachlaufgestelle sowie gleichzeitig alle Achsen des Tenders besaßen Lagerungen mit Rollenlager, bei der Dampflok wurde der Breitrohr-Überhitzer der Bauart L 40 verwendet.

## Betrieb der Lokomotive
Im Unterschied zu der Schwestermaschine aus der Lokomotivfabrik Kolomna wurde bei der Lokomotive Nr. 6998 keine technische Wärmeuntersuchung durchgeführt, und auch sonst konnten ausführliche Tests durch die Verwendung von Teilen der Reihen ФД und ИС entfallen. Im Juni 1938 wurde die Dampflok im Depot Slowjansk der Donezka Salisnyzja eingesetzt. Sie fuhr auf den Abschnitten Slowjansk – Rostow am Don und Slowjansk – Charkiw Schnell- bzw. Kurierzüge. Die monatliche Laufleistung der Lokomotive betrug ca. 6000 km. Im Juli desselben Jahres erhielt die Oktoberbahn die Lokomotive für die Arbeit in dem Abschnitt Moskau – Bologoje. Mit einem von diesen Zügen entwickelte die Dampflok auf einer Steigung von 8 ‰ eine Leistung von 3400 PS, zum Anfang des Anstieges betrug die Geschwindigkeit 110 km/h, am Ende der Steigung betrug sie 76 km/h. Bei Fahrten im Plan der Lokomotive Су verbrauchte die Dampflok im Vergleich zu dieser Reihe ca. 15 % mehr Kohle.
Nach dem Großen Vaterländischen Krieg wurden die Verkleidungen der Lokomotive entfernt, und die Geschwindigkeit betrug ab da nicht mehr als 70 km/h. Nichtsdestoweniger konnte die Lokomotive im April 1957 noch einmal zeigen, was in ihr steckt; mit einem Spezialzug erreichte sie eine Geschwindigkeit von 175 km/h, das war der letzte Geschwindigkeitsrekord von Dampflokomotiven in der UdSSR.

## Sonstiges
Die Lokomotive war oft Gegenstand von künstlerischen Aktivitäten; So ist sie auf einem Gemälde Express von Arkadii Samoilovitch Schaichet zu sehen, in der Station Nowokusnezkaja der Metro Moskau befindet sich ein Mosaik von dem Künstler Alexander Alexandrowitch Deineka, Skifahrer und Industrialisierung, welches ebenso die Schnellfahrlokomotive zum Gegenstand hat.
Ausmusterungsdaten der Lokomotive sind nicht bekannt.